# Confessions
Confessions — четвертий студійний альбом американського співака Ашера, записаний в стилі ритм-енд-блюз, випущений 23 березня 2004 на лейблах Arista та LaFace Records. Запис альбому проходив протягом 2003 і 2004 років, за участю Жермейна Дюпрі, Джиммі Джемма, Террі Льюїса та Lil Jon.
Платівка Confessions стала комерційно успішною, розійшовшись у перший тиждень продажів в кількості 1096000 копій в США., тим самим ставши найвищим досягненням для артистів стилю R&B.  Для лейблу Arista Records цей альбом став найкращим випуском за всю його 30-юю історію.
До кінця 2004 року альбом розійшовся накладом понад 20 мільйонів копій. При цьому в США згідно з сертифікацією RIAA платівка отримала статус діамантового, будучи проданою в кількості більше 10 000 000 копій..

## Список композицій
| #   | Назва                                  | Продюсер(и)                                                             | Тривалість |
| --- | -------------------------------------- | ----------------------------------------------------------------------- | ---------- |
| 1.  | «Intro»                                | James "JLack" Lackley                                                   | 0:46       |
| 2.  | «Yeah!» (за участю Lil Jon & Ludacris) | Lil Jon                                                                 | 4:10       |
| 3.  | «Throwback» (за участю Jadakiss)       | Just Blaze                                                              | 4:01       |
| 4.  | «Confessions (Interlude)»              | Жермен Дюпрі                                                            | 1:16       |
| 5.  | «Confessions Part II»                  | Жермен Дюпрі                                                            | 3:49       |
| 6.  | «Burn»                                 | Жермен Дюпрі                                                            | 4:15       |
| 7.  | «Caught Up»                            | Dre & Vidal                                                             | 3:44       |
| 8.  | «Superstar (Interlude)»                | Aaron Spears, Arthur Strong, Juan Johnny Najera, Usher, Valdez Brantley | 1:04       |
| 9.  | «Superstar»                            | Dre & Vidal                                                             | 3:28       |
| 10. | «Truth Hurts»                          | Jimmy Jam & Terry Lewis                                                 | 3:51       |
| 11. | «Simple Things»                        | Jimmy Jam & Terry Lewis                                                 | 4:57       |
| 12. | «Bad Girl»                             | Destro Music                                                            | 4:21       |
| 13. | «That's What It's Made For»            | Jimmy Jam & Terry Lewis                                                 | 4:37       |
| 14. | «Can U Handle It?»                     | Robin Thicke, Pro J                                                     | 5:45       |
| 15. | «Do It to Me»                          | Жермен Дюпрі                                                            | 3:53       |
| 16. | «Take Your Hand»                       | Rich Harrison                                                           | 3:03       |
| 17. | «Follow Me»                            | Dre & Vidal                                                             | 3:31       |

| Бонус-треки спеціального видання | Бонус-треки спеціального видання                                     | Бонус-треки спеціального видання | Бонус-треки спеціального видання |
| #                                | Назва                                                                | Продюсер(и)                      | Тривалість                       |
| -------------------------------- | -------------------------------------------------------------------- | -------------------------------- | -------------------------------- |
| 18.                              | «My Boo» (за участю Alicia Keys)                                     | Жермен Дюпрі                     | 3:43                             |
| 19.                              | «Red Light»                                                          | Lil Jon                          | 4:48                             |
| 20.                              | «Seduction»                                                          | Jimmy Jam & Terry Lewis          | 4:33                             |
| 21.                              | «Confessions Part II» (Remix) (за участю Shyne, Twista & Kanye West) | Жермен Дюпрі                     | 4:28                             |

## Позиції в хіт-парадах
| хіт-парад (2004)          | Пик |
| ------------------------- | --- |
| Australian Albums Chart   | 2   |
| Австрія                   | 25  |
| Бельгія                   | 10  |
| Канада                    | 1   |
| Данія                     | 10  |
| Голландія                 | 3   |
| Фінляндія                 | 20  |
| Франція                   | 4   |
| Німеччина                 | 2   |
| Ірландія                  | 1   |
| New Zealand Albums Chart  | 1   |
| Norwegian Albums Chart    | 2   |
| Іспанія                   | 60  |
| Швеція                    | 11  |
| Швейцарія                 | 3   |
| UK Albums Chart           | 1   |
| US Billboard 200          | 1   |
| US Top R&B/Hip-Hop Albums | 1   |